# El caso desesperado
El caso desesperado o El caso sin esperanza, también conocido como El zapatero, es una pintura al óleo sobre lienzo de 63,5 x 52 cm de 1871, una de las obras más conocidas del pintor italiano Antonio Rotta. Firma y fecha abajo a la derecha: "Antonio Rotta 1871".

## Historia
El cuadro fue terminado en agosto de 1871, y se exhibe en el Museo de Arte Walters de Baltimore, Maryland (Estados Unidos) del que Vittorio Sgarbi era presidente. Se trata de una de las obras pictóricas más conocidas de la historia de la temática de pintura de género.
La obra fue comprada personalmente para el museo por el presidente William Thompson Walters (1819-1894) en 1878, y se exhibió en una colección permanente, atrayendo a numerosos visitantes incluso fuera de los Estados Unidos. Está identificado con el número de catálogo 37182.

## Descripción
Una niña de humilde condición vestida con un típico mantón veneciano escucha al zapatero, quien le cuenta el desesperado estado de su bota. Antonio Rotta interpretó este pobre interior desordenado con detalles característicos de la Venecia de la época. La obra plasma los tiempos en que se reparaban las cosas porque no había suficiente dinero para comprar otras nuevas. Especialmente los zapatos. Envuelta en su chal de colores, la niña escucha la sentencia del zapatero, que decreta la imposibilidad de reparar una vez más esa bota. Por este motivo el cuadro se llamó inicialmente "Sin escapatoria". En la mirada triste, en la cabeza inclinada, en las manos firmemente entrelazadas se siente todo el peso de la pobreza.
Rotta pintó a menudo escenas tiernas, llenas de empatía, con niños o personas mayores en escenarios venecianos de clase baja, convirtiéndose en el mayor narrador visual de la Venecia decimonónica.

## Exposiciones
- From Ray to Raphael: The Walters Story, Museo de Arte Walters, Baltimore, 2014-2016.
- A Baltimorean in París: George A. Lucas, 1860-1900, The Walters Art Gallery, Baltimore, 1979.